# Niko Valkeapää
Niko-Mihkal Valkeapää, född 20 december 1968 i Enontekis i Finland, är en samisk låtskrivare, jojkare och politiker. 
Niko Valkeapää är sedan 1990 bosatt i Kautokeino i Norge, dit han kom som lärare.  Han är gudson till Nils-Aslak Valkeapää och har framfört hans texter på sina skivor. Han vann Sámi Grand Prix 1994 och 1995 och fick 2004 norska Spellemannprisen. 
Niko Valkeapää sitter i Samerådet för Samernas Centralorganisation i Finland och var ledamot av norska Sametinget 2017–2021 som representant för Norske Samers Riksforbund.

## Diskografi
- Niko Valkeapää, Duippidit 2003
- Sierra, Duippidit 2004
- Birrat Birra, Duippidit 2008
- Gusto, Duippidit, 2012
- ÄÄ, Duippidit, 2012
- Ráfi, Duippidit, 2015